# Bénonces
Bénonces ist eine französische Gemeinde mit 311 Einwohnern (Stand: 1. Januar 2022) im Département Ain in der Region Auvergne-Rhône-Alpes. Sie gehört zum Arrondissement Belley und zum Kanton Lagnieu.

## Geografie
Bénonces liegt etwa 20 Kilometer nordwestlich von Belley in der Landschaft Bugey in den äißersten südwestlichen Ausläufern des Jura-Gebirges.
Umgeben wird Bénonces von den Nachbargemeinden von Conand im Norden, Ordonnaz im Osten, Lompnas im Südosten, Seillonnaz im Süden, Montagnieu im Süden, Serrières-de-Briord im Südwesten, Villebois im Westen und Nordwesten sowie Souclin im Nordwesten.

## Bevölkerungsentwicklung
| Jahr                       | 1962 | 1968 | 1975 | 1982 | 1990 | 1999 | 2011 | 2020 |
| Einwohner                  | 285  | 261  | 258  | 274  | 249  | 243  | 273  | 309  |
| Quellen: Cassini und INSEE |      |      |      |      |      |      |      |      |

## Sehenswürdigkeiten
- Kirche Saint-Pierre
- Ruine der Kirche von La Corrière
- Kartause de Portes (seit 1947 Monument historique)
- Wasserfall von Luizet

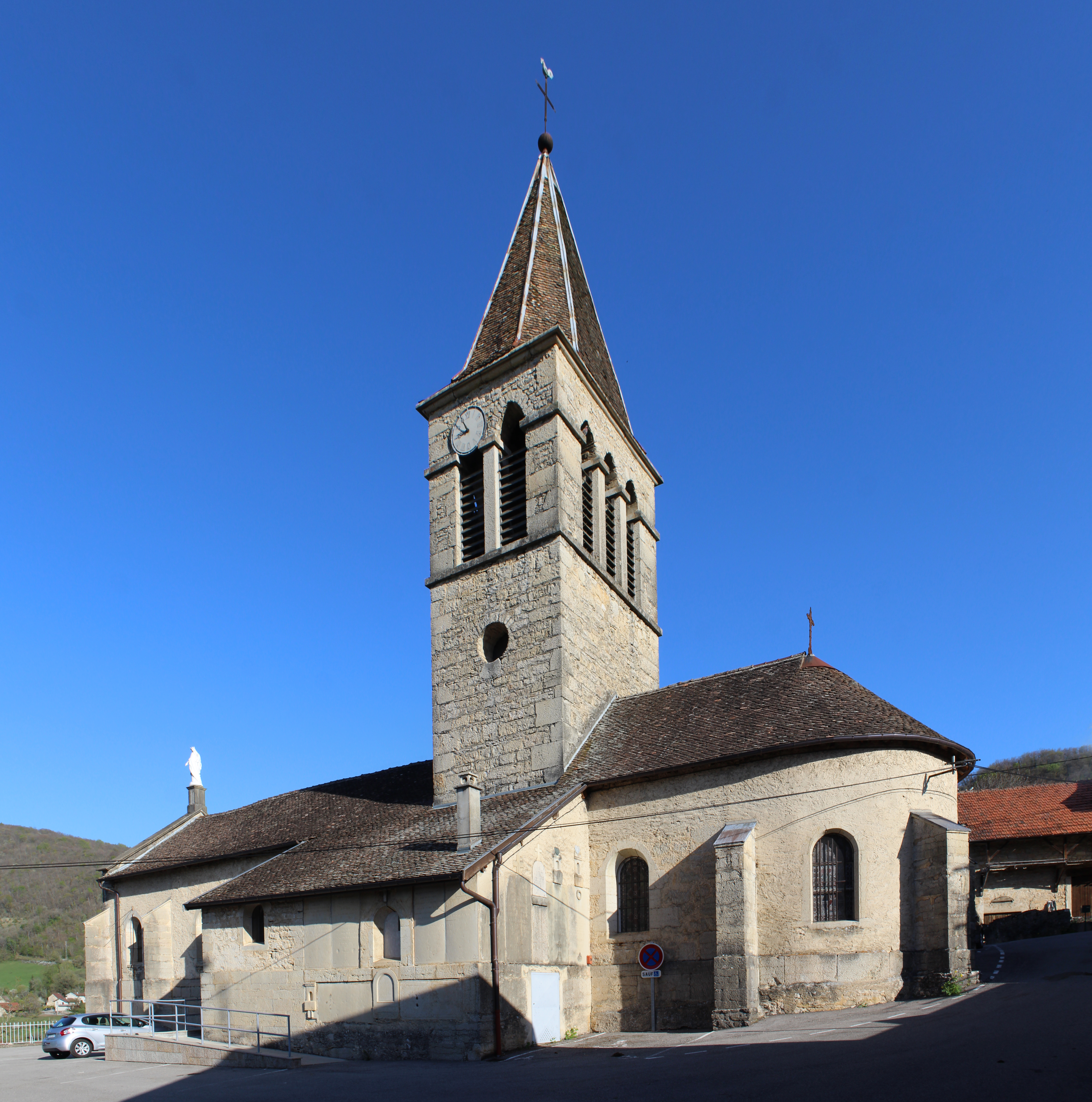
Kirche Saint-Pierre
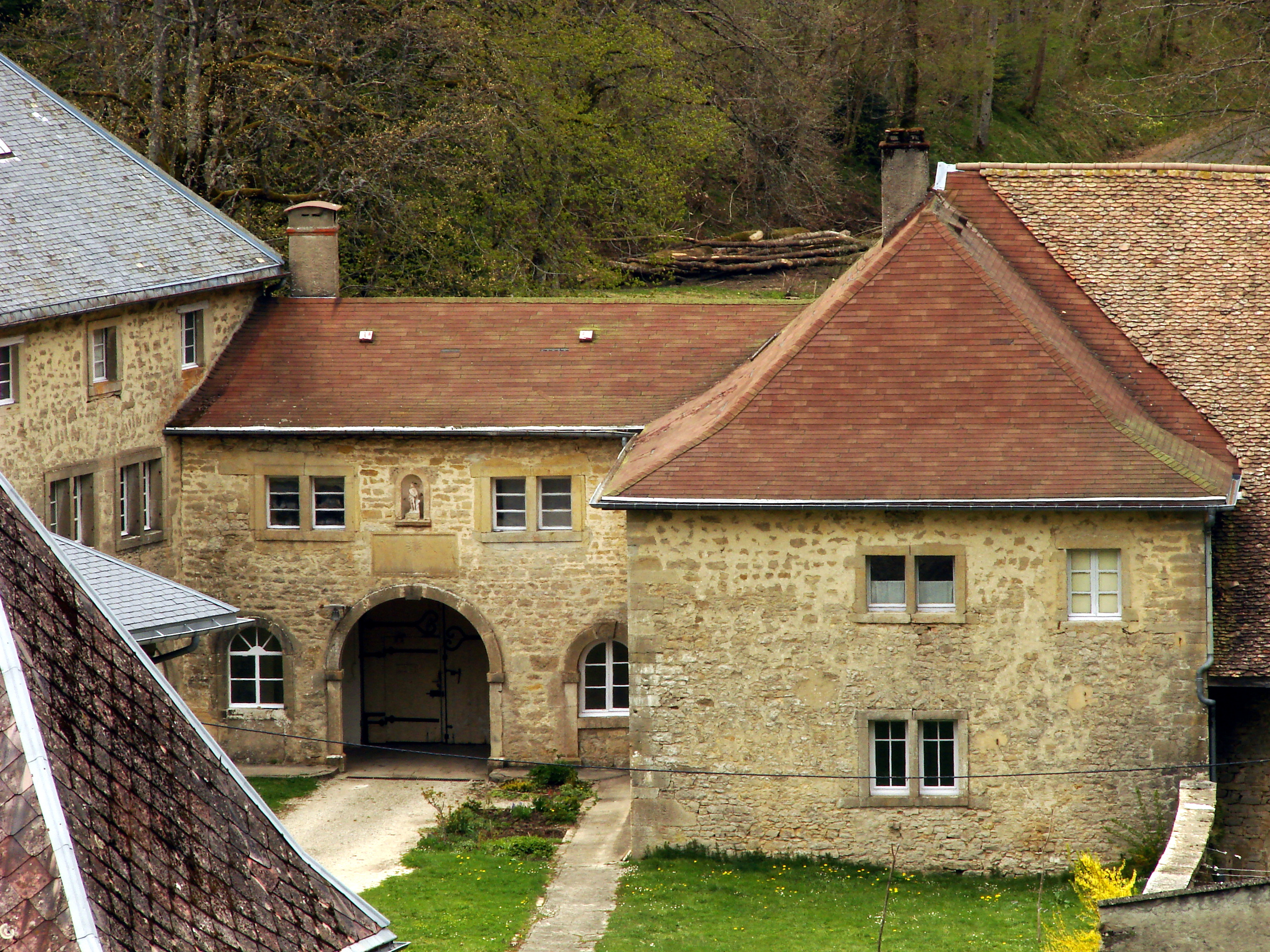
Kartause de Portes
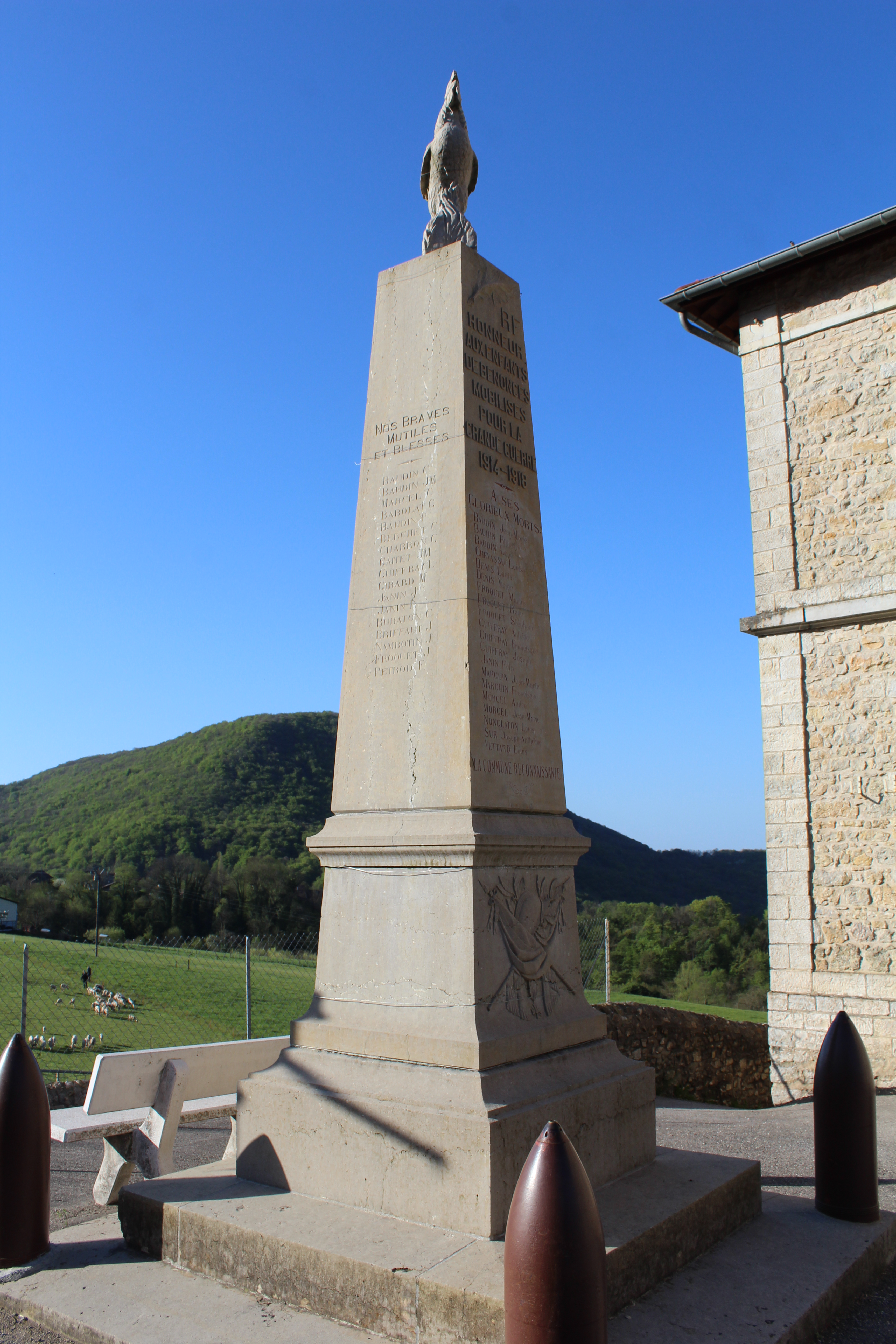
Gefallenendenkmal